# Alizade Valida Movsum
Alizade Valida Movsum gizi (en azerí: Əlizadə Validə Mövsüm qızı; 31 de enero de 1946) es una doctora en ciencias biológicas, profesora azerbaiyaní , miembro plena (académica) de la Academia Nacional de Ciencias de Azerbaiyán (ANAS), acrónimo en inglés) y la Directora del Instituto de Botánica del ANAS. 

## Carrera
Valida Alizade estudió mecanismos celulares y moleculares, de resistencia vegetal al aluminio y metales pesados. Ella determinó el papel de algunas especies vegetales de la flora local, en la bioindicación y la remediación de la contaminación ambiental. Trabajó bajo múltiples becas de investigación colaborativas de la "OTAN Linkage". Su actividad científica se basa en problemas de fisiología ambiental de las plantas como la formación de plantas en condiciones de factores ambientales estresantes, mecanismos celulares y moleculares de resistencia de las plantas, el papel de ciertas especies de la flora local en la bioindicación y la remediación de ambientes contaminados. Al mismo tiempo, el ámbito de sus intereses incluye la protección y el desarrollo sostenible del ambiente. En esta área trabajó en los últimos veinte años, con base a actividades de estudio de la biodiversidad de especies raras y endémicas de la flora local y caucásica, análisis de especies vegetales, evaluación de su estado, de acuerdo con categorías y criterios modernos, y estudiar formas de preservarlas. En 2013, bajo su liderazgo directo y como resultado de sus actividades, se publicó el "Libro Rojo de Azerbaiyán" como editora responsable. Y de "Especies raras y en peligro de plantas y hongos", 2.ª edición. En 2014, en EE. UU., se publicó en inglés la monografía "Lista roja de plantas endémicas del Cáucaso", con su autoría de la parte azerbaiyana. Por su parte, enfoques tales como la ontogenia poblacional, la etnobotánica, la fitosociología y la informática de la biodiversidad se incluyen en la práctica de la investigación de ecosistemas en el Instituto de Botánica. Bajo su liderazgo por primera vez en la república, se estudió en detalle el estado de las poblaciones de raras especies del "Libro Rojo" en el Instituto de Botánica, se desarrolló un sistema especial de monitoreo y se creó una base de datos dinámica. Con el uso de modelos matemáticos, se identificaron las dinámicas futuras de poblaciones de especies vegetaleas que están al borde de la extinción en Azerbaiyán.
Se centró en la formación de plantas bajo condiciones de factores de estrés ambiental, mecanismos celulares y moleculares de estabilidad vegetal; y, problemas de ecología fisiológica vegetal, como el papel de algunas especies de flora local en la bioindicación y remediación de la contaminación en el ambiente.
Fue la editora responsable de la 2.ª edición del "Libro rojo de plantas y hongos raros y en peligro de extinción de Azerbaiyán", de 2013. Es autora de la Sección Azerbaiyana de la "Lista Roja de plantas endémicas del Cáucaso", de 2013, en inglés. Era la primera vez que se estudiaba exhaustivamente el estado de las poblaciones de especies raras incluidas en el "Libro Rojo". Para esto, se prepararon sistemas especiales de monitoreo y se creó una base de datos dinámica. Estudió la dinámica futura de varias especies de plantas sensibles en peligro de extinción mediante la aplicación de modelos matemáticos. Fue pionera en nuevos enfoques para la población ontogénesis, etnobotánica, fitosociología y biodiversidad informática en el Instituto de Botánica.

## Obra
- Ali-zade V.M., Shirvani T.S., Schmohl N., Alirzayeva E.G.,  Annagiyeva M.A., Fecht  M., Horst W.J. Changes in protein content and protease activity in roots of Zea mays (L.) in response to short-term aluminium treatment (Cambios en el contenido de proteína y la actividad de la proteasa en las raíces de Zea mays (L.) en respuesta al tratamiento de aluminio a corto plazo). Plant nutrition: food security and sustainability of agro-ecosystems through basis and applied research. Kluwer Acad. Publ. Eds. W.J. Horst et al., 2001, v. 92, p. 518-520.

- Alirzayeva E.G., Shirvani T.S., Alverdiyeva S., Yazici M.A., Ali-zade V.M., Cakmak I. Heavy metal accumulation in Artemisia and foliaceous lichen species from the Azerbaijan flora (Acumulación de metales pesados en Artemisia y especies de líquenes foliáceos de la flora de Azerbaiyán). Forest, Snow and Landscape Res. Switzerland, 2006, v. 80, N.º 3, p. 339-348.

- Hajiyev V.J., Musayev S.H., Ali-zade V.M., Abdiyeva R.T. Disputable endemic species of Azerbaijan flora (Especies endémicas en disputa de la flora de Azerbaiyán). Proceedings of Azerbaijan National Academy of Sciences. Biological sciences. 2008, n.º 5-6. p. 8-12.

- Musayev S.H., Ali-zade, V.M. Abdiyeva R.T. Biodiversity, assessment and conservation of national endemics of Azerbaijan (Biodiversidad, evaluación y conservación de endémicas nacionales de Azerbaiyán). Proceedings of Azerbaijan National Academy of Sciences. Biological Sciences. 2009, n.º 1-2, p. 10-17.

- Schatz G., Shulkina T., Nakhutsrishvili G., Batsatsashvili K., Ali-zade V., Kikodze D., Geltman D., Ekim T. Development of Plant Red List Assessments for the Caucasus Biodiversity Hotspot (Desarrollo de Evaluaciones de la Lista Roja de Plantas para el Hotspot de Biodiversidad del Cáucaso). "Status and protection of globally threatened species in the Caucasus" Eds. N. Zazanashvili and David Mallon, Tbilisi: CEPF, WWF, 2009, p. 188-192

- Ali-zade V., Alirzayeva E., Shirvani T. Plant resistance to anthropogenic toxicants: approaches to phytoremediation (Resistencia de las plantas a sustancias tóxicas antropogénicas: enfoques de la fitorremediación). "Plant adaptation and Phytoremediation" Eds: M.Ashref, M.Ozturk, M.S.A.Ahmad Springer, 2010, XII, Capítulo 9, p. 173-192.

- Alirzayeva E., Ali-zade V., Shirvani T., Roemheld V., Cakmak I. Genetic capacity of some medicinal plants to accumulate heavy metals (Capacidad genética de algunas plantas medicinales para acumular metales pesados). Eds, A. Ahmad, T.O. Siddiqi, M. Iqbal. Medicinal plants in Changing Environment. Capital Publ. Company, New Delhi, India, 2011, capítulo 6, p. 89-114.

- В. М. Али-заде, Т.С. Ширвани, Э.Г. Алирзаева. Устойчивость растений к токсичности металлов и нефтяных углеводородов (Estabilidad de las plantas a la toxicidad de metales e hidrocarburos del petróleo. Enfoques a la fitorremediación). Baku, Elm, 2011, 280 c).

- V.Ali-zade, V. Hajiev, V. Kerimov, S. Musayev, R. Abdiyeva, V. Farzaliyev. Azerbaijan. p.73-108. In: Red List of the Endemic Plants of the Caucasus. Eds. J.Solomon, T. Shulkina, G. Schatz. USA, Monographs in Systematic Botany, Missouri Botanical Garden Press., Saint Louis, 2014, 451 p.

- E. Alirzayeva, G. Neuman, W. Horst, Y. Allahverdiyeva, A. Specht, V. Alizade. “Multiple mechanism of heavs metal tolerance are differentielly expressed in ecotypes of Artemisa prograns" ("Múltiples mecanismos de tolerancia a metales pesados, que se expresan diferencialmente en ecotipos de programas de Artemisa". J. Environmental pollution, 2016

- V. Karimov, V. Alizade, V. Farzaliev. Новые виды сосудистых растений для флоры Кавказа и Азербайджана.  (Nuevos tipos de plantas vasculares para la flora del Cáucaso y Azerbaiyán). RAS, San Petersburgo p. 122-125 (2016).

### Conteo de trabajos científicos - 205
- Número de obras publicadas en el extranjero - 130.
- Número de trabajos publicados en revistas indexadas en bases de datos internacionales (Web of Science, Scopus, etc.) - 15.
- Número de referencias es Citations - 71, h index - 5, i 10 -index - 2.
- Monografía y número de libros - 1 monografía, 4 capítulos (en el extranjero)
- Número de patentes y certificados de autoría - 2.
- Cantidad de Doctorandos en Ciencias - 1.
- Número de Doctores - 5.
- Actividad científica-organizativa - 21 años.
- Actividad científica y pedagógica - 44 años.

### Subvenciones de investigación colaborativa de OTAN Linkage
- De 1999 a 2001: CRG.LG 971653;
- De 2004 a 2005: LST.CLG 980190;
- De 2006 a 2008: STCU research grant N.º 3625;
- De 2006 a 2009: N.º 3803;
- De 2009 a 2011: N.º 4797;
- De 2006 a 2009: CEPF;
- De 2007 a 2009: IUCN;
- De 2008 a 2009: CRDF - BGP -2;
- EİF-2010-1(1)-40/26-3;
- De 2011: Wolksvagen Stifftung;
- De 2012 a 2018: MTB;
- De 2014 a 2016: İCBA.

## Honores

### Membresías
- Sociedad de Fisiólogos Vegetales de Rusia y Azerbaiyán
- Sociedad de biofísicos de Azerbaiyán
- Sociedad Botánica de Azerbaiyán
- Federación de Sociedades Europeas de Biólogos Vegetales
- Comité nacional de la UNESCO sobre bioética y ética de la ciencia y la tecnología en Azerbaiyán
- Sociedad de fisiólogos vegetales rusos
- Sociedad de fisiólogos vegetales de Azerbaiyán
- FEPBS
- Comité Nacional de Azerbaiyán sobre Bioética, Ciencia y Tecnología
- Oficina del Departamento de Ciencias Biológicas y Médicas de ANAS

### Galardones y premios
- Beca Individual de la ISF (1993)

- Grado Honorario de la Academia Nacional de Ciencias de Azerbaiyán (2007)

- Orden de Gloria por el Decreto del Presidente de la República de Azerbaiyán (2015)